# Rupee
 (septembre 2010).
Si vous disposez d'ouvrages ou d'articles de référence ou si vous connaissez des sites web de qualité traitant du thème abordé ici, merci de compléter l'article en donnant les références utiles à sa vérifiabilité et en les liant à la section « Notes et références ».
Rupee, de son vrai nom Rupert Clarke, (10 septembre 1975 à Bridgetown en Barbade -) est un musicien de Soca et de reggae.

## Biographie
Rupee a grandi auprès de sa mère d’origine allemande et de son père originaire de La Barbade. Ce mélange de culture a permis de forger la personnalité de l’artiste. Bercé par une musique variée (Beatles, Bob Dylan, Bob Marley, Jimmy Cliff, The Rolling Stones, Sparrow, Red Plastic Bag…), il a trouvé sa voix dans la mouvance R&B, ragga et dance hall. A l'adolescence, il remporte un concours de jeunes talents à la Barbade; The Soca Junior Monarch[réf. nécessaire], puis intègre le groupe Coalishun en 1997. D'abord tenté par une carrière de graphiste en publicité, il décide de tout quitter pour se lancer dans la musique en 2000. Il se fait remarquer dans le monde entier[réf. nécessaire] avec son single Tempted 2 Touch avant de sortir l'opus 1 on 1 en mars 2005.
Les morceaux qu'il a produits :
- Tempted to touch ( en solo et avec Daddy Yankee sur le remix)
- If i can't
- Steamroller
- Lon1
- Punked
- Crime of the century
- What happens in de party
- Jump
- Do the damn thing (en solo et avec en duo Lil kim)
- Woman (I'll always be ther)
- No giving up